# Cantone di Pionsat
Il Cantone di Pionsat era una divisione amministrativa dell'arrondissement di Riom.
È stato soppresso a seguito della riforma complessiva dei cantoni del 2014, che è entrata in vigore con le elezioni dipartimentali del 2015.
Comprendeva i comuni di
- Bussières
- La Cellette
- Château-sur-Cher
- Pionsat
- Le Quartier
- Roche-d'Agoux
- Saint-Hilaire
- Saint-Maigner
- Saint-Maurice-près-Pionsat
- Vergheas